# Cadena Azul de Radiodifusión
La Cadena Azul de Radiodifusión (CAR) fue una de las cadenas de radiodifusión española, de titularidad pública, que existió durante el Régimen franquista. Perteneciente al Frente de Juventudes, dependía directamente de la Secretaría General del Movimiento.

## Historia
La Cadena Azul de Radiodifusión era una cadena de emisoras Radio Juventud dependiente del Frente de Juventudes, que nació en 1954, al organizarse las emisoras escuelas surgidas a partir de 1946, en diferentes puntos de España. Inicialmente, fue inaugurada en Madrid como Radio SEU, la radio del Sindicato Español Universitario, el 9 de febrero de 1941. Tenía unas 37 emisoras, las cuales empleaban el nombre comercial "Radio Juventud". Aunque dependientes de la Secretaría General del Movimiento, que nombraba sus directores, eran emisoras comerciales que se financiaban con la publicidad. El concepto de cadena que se tiene actualmente es totalmente diferente al de la época, ya que su programación era totalmente local y diferentes las unas de las otras.
No emitían prácticamente en cadena aunque había una programación que se grababa en la Productora de Programas de la calle Diego de León de Madrid (edificio en el que también se ubicaba Radio Juventud de España) y que se distribuía en cintas magnetofónicas a todas las emisoras. Su programación era fundamentalmente musical, novelas como "Simplemente María", infantiles, concursos, discos dedicados y variedades.
Conectaban obligatoriamente con los informativos de Radio Nacional de España (RNE). Dado su bajo presupuesto, en la mayoría de los casos carecían de servicios informativos propios, limitándose a radiar las noticias de la prensa local.
En 1974 pasó a quedar adscrita a la Delegación Nacional de Prensa, Propaganda y Radio, lo que supuso la fusión de las emisoras de la Red de Emisoras del Movimiento 'La Voz' y la Cadena Azul de Radiodifusión 'Radio Juventud', nace Radiocadena Española REM-CAR, operando bajo el nombre comercial de Radio Juventud-La Voz, e integrándose en la Delegación Nacional de Prensa y Radio del Movimiento. La Voz de Madrid pasó a ser la emisora de cabecera. El 4 de diciembre de 1978 se publicó un Real Decreto del Ministerio de Cultura por el que Radiocadena Española se ordenaba su incorporación al Ente Público RTVE, quedando estructurado en tres sociedades estatales: Televisión Española (TVE), Radio Nacional de España (RNE) y Radiocadena Española (RCE). La Radiocadena Española REM-CAR y la Cadena de Emisoras Sindicales se fusionaron, y todas las emisoras adoptaron el nombre de Radiocadena Española.

## Relación de emisoras
| - EFJ01 Radio Juventud de España (Madrid) - EFJ02 Radio Juventud de Soria - EFJ03 Radio Juventud de Martorell (Barcelona) - EFJ04 Radio Juventud de Igualada (Barcelona) - EFJ05 Radio Juventud de Cádiz - EFJ06 Radio Juventud de Almansa (Albacete) - EFJ07 Radio Juventud de Plasencia (Cáceres) - EFJ08 Radio Juventud de Ribadavia (Orense) - EFJ09 Radio Juventud de Guadalajara - EFJ10 Radio Juventud de Algemesí (Valencia) - EFJ11 Radio Juventud de Galicia (La Coruña) - EFJ12 Radio Juventud de Soria - EFJ13 Radio Juventud de Granollers (Barcelona) - EFJ14 Radio Juventud de San Feliu (Barcelona) - EFJ15 Radio Juventud de Cataluña - EFJ16 Radio Juventud de Mérida (Badajoz) - EFJ17 Radio Juventud de Ayora (Valencia) - EFJ18 Radio Juventud de Villacarrillo (Jaén) - EFJ19 Radio Juventud de Murcia - EFJ20 Radio Juventud de Villanueva (Jaén) - EFJ21 Radio Juventud de Barbastro (Huesca) | - EFJ22 Radio Juventud de Menorca (Baleares) - EFJ23 Radio Juventud de Albacete - EFJ24 Radio Juventud de Molins de Rey (Barcelona) - EFJ25 Radio Juventud de Almería - EFJ26 Radio Juventud de Cartagena (Murcia) - EFJ27 Radio Juventud de Santa Cruz de Tenerife - EFJ28 Radio Juventud de Baza (Granada) - EFJ29 Radio Juventud de Ponferrada (León) - EFJ30 Radio Juventud de Laredo (Santander) - EFJ31 Radio Juventud de Balaguer (Lérida) - EFJ32 Radio Juventud de Motril (Granada) - EFJ33 Radio Juventud de Villena (Alicante) - EFJ34 Radio Juventud de Osuna (Sevilla) - EFJ35 Radio Juventud de Burjasot (Valencia) - EFJ36 Radio Juventud de Alcañiz (Teruel) - EFJ37 Radio Juventud de Talavera de la Reina (Toledo) - EFJ38 Radio Juventud de Béjar (Salamanca) - EFJ39 Radio Juventud de La Seo de Urgel (Lérida) - EFJ40 Radio Juventud de Aranjuez (Madrid) - EFJ41 Radio Juventud de Asturias (Sama de Langreo (Oviedo)) - EFJ42 Radio Juventud de Éibar (Guipúzcoa) | - EFJ43 Radio Juventud de Vizcaya - EFJ44 Radio Juventud de Torrelavega (Santander) - EFJ45 Radio Juventud de Baleares (Inca) - EFJ46 Radio Juventud de Zaragoza - EFJ47 Radio Juventud de Melilla - EFJ48 Radio Juventud de Monforte de Lemos (Lugo) - EFJ49 Radio Juventud de Villarreal (Castellón) - EFJ50 Radio Juventud de Calahorra (Logroño) - EFJ51 Radio Juventud de Huelva - EFJ52 Radio Juventud de Aranda de Duero (Burgos) - EFJ53 Radio Juventud de Miranda de Ebro (Burgos) - EFJ54 Radio Juventud de San Clemente (Burgos) - EFJ55 Radio Juventud de Algeciras (Cádiz) - EFJ56 Radio Juventud de Málaga - EFJ57 Radio Juventud de Pamplona (Navarra) - EFJ58 Radio Juventud de Felanich (Baleares) - EFJ59 Radio Juventud de Ciudad Rodrigo (Salamanca) - EFJ60 Radio Juventud de Valdepeñas (Ciudad Real) - EFJ61 Radio Juventud de Morón de la Frontera (Sevilla) - EFJ62 Radio Juventud de Calatayud (Zaragoza) - EFJ63 Radio Juventud de Burgos |  |